# Руби (телесериал, 2004)
Руби (исп. Rubi) — мексиканская 115-серийная мелодрама с элементами драмы и детектива 2004 года производства Televisa. Пятикратный лауреат премии TVyNovelas, номинант на премию Tp de Oro.

## Сюжет
Руби — красивая студентка колледжа, которая живёт со своей матерью и сестрой в бедственном положении. Благодаря отличным показателям учёбы, она получает стипендию и с её помощью содержит семью. Руби знакомится с Марибель, девушкой у которой инвалидность с детства из-за несчастного случая и предлагает ей всю свою помощь и покупает ей компьютер с целью научить её общению через интернет. В один прекрасный момент Марибель знакомится при помощи социальной сети с Гектором Феррером, который искренне полюбил её и предлагал встретиться лично.

## Создатели телесериала

### В ролях
- Барбара Мори - Rubí Pérez Ochoa / Фернанда Мартинес Перес
- Eduardo Santamarina - Алехандро Карденас Руис
- Jacqueline Bracamontes - Марибель де ла Фуэнте
- Себастьян Рульи - Эктор Феррер Гарса
- Ана Мартин - Рефухио Очоа Vda. де Перес
- Ядира Каррильо - Элена Наварро
- Мигель Писарро - Лорето Эчагуэ
- Manuel Landeta - Лусио Монтемайор "El Conde de Aragón"
- Антонио Медельин - Игнасио Карденас
- Ана Берта Эспин - Элиса де Дуарте
- Хосе Элиас Морено-младший - Хенаро Дуарте
- Olivia Bucio - Карла Руис де Карденас
- Луис Гатика - Cayetano Martínez
- Leonorilda Ochoa - Dolores Herrera "Doña Lola"
- Роберто Вандер - Arturo de la Fuente
- Офелия Кано - Victoria Gallegos
- Пати Диас - Cristina Pérez Ochoa
- Josefina Echánove - Francisca “Pancha” Muñoz
- Arlette Pacheco - Lilia López de Duarte
- Jan - Marco Rivera
- Марлене Фавела - Sonia Chavarría
- Ингрид Марц - Lorena Treviño
- Sergio Goyri - Yago Pietrasanta
- Карлос Камара - Dr. José Luis Bermúdez
- Lilia Aragón - Nora de Navarro
- Мануэль "Флако" Ибаньес - Onésimo Segundo Rabozo
- Gerardo Albarrán - Gabriel Almanza
- Adriana Roel - Hilda Méndez
- Лорена Веласкес - Mary
- Dolores Salomón "Bodokito" - Mariquita
- Sergio Argueta - Francisco "Paco" Gómez Gallegos
- Марко Мендес - Luis Duarte López
- Tania Vázquez - Sofía Cárdenas Ruiz
- Уго Масиас Макотела - Isidro Roldán
- Eduardo Rodríguez - Saúl Arce de la Borbolla
- Manuel Foyo - Ernesto Bermúdez
- Nicole Vale - Natalia Duarte
- Kristel Casteele - Fernanda Martínez Pérez (niña)
- José Antonio Ferral - Dr. Garduño
- Mariana Rountree - Ingrid Mendoza
- Лиса Вильерт - Enfermera de Carla
- Amelia Zapata - Celia Fuentes
- Angeles Balvanera - Dora
- Odemaris Ruiz - Tania Huertas
- Мария Фернанда Гарсия - Valeria
- Roberto Sen - David Treviño
- Luz María Aguilar - Sra. Treviño
- Sergio Zaldívar - Gazcón
- Raúl Valerio - Dr. Mosques
- Sergio Jurado - Lic. Millán
- Roger Cudney - Howard Williams
- Claudia Benedetti - Lupe
- Jorge Flores - Vidente
- Susana Diazayas - Carmen
- Alicia Fahr - Romina

## Награды и премии
Распределение выигрышных мест в премии TVyNovelas было таково:
- лучшими актёрами признаны Барбара Мори и Эдуардо Сантамарина.
- лучшей актрисой второго плана была признана Ана Мартин.
- Хосе Альберто Кастро и Рейли получили премию за лучший телесериал и лучшую песню к музыкальной заставке.

## Руби... Нахальная
После окончания съёмок телесериала был снят полнометражный телефильм на 210 минут. Он вышел на следующий день после окончания показа телесериала 23 октября 2004 года.